# 고용체
고용체(固溶體, solid solution)는 고체 상태에 있는 두 화합물의 균일한 혼합물이며 하나의 결정 구조를 가진다. 이 용어는 주로 금속에 사용된다. 금속공학, 지질학, 고체화학에서 많은 예시를 찾을 수 있다. "용액"이라는 단어는 원자 수준에서 성분의 친밀한 혼합을 설명하는 데 사용되며, 이러한 균일한 물질을 성분의 물리적 혼합물과 구분한다. 고용체는 주로 두 가지 용어와 관련이 있다. 원자 종의 상대적인 풍부성에 따라 용매와 용질이다.
일반적으로 두 화합물이 등구조적이면 최종 성분(부모라고도 함) 사이에 고용체가 존재한다. 예를 들어 염화 나트륨과 염화 칼륨은 같은 입방 결정 구조를 가지므로 NaCl과 KCl을 물에 녹인 후 증발시켜 나트륨과 칼륨의 임의 비율(Na1-xKx)Cl을 가진 순수한 화합물을 만들 수 있다. 이 계열의 한 성분은 Lo Salt라는 브랜드 이름으로 판매되며 (Na0.33K0.66)Cl이므로 일반적인 식탁 소금(NaCl)보다 나트륨이 66% 적다. 순수한 광물은 암염과 실바이트라고 하며, 이 둘의 물리적 혼합물은 실비나이트라고 한다.
광물은 자연 물질이므로 조성이 크게 변할 수 있다. 많은 경우 표본은 고용체 계열의 구성원이므로 지질학자들은 개별 표본보다 계열의 조성을 논하는 것이 더 유용하다고 생각한다. 감람석은 (Mg, Fe)2SiO4 공식으로 설명되며, 이는 (Mg1−xFex)2SiO4와 동일하다. 마그네슘과 철의 비율은 고용체 계열의 두 최종 성분인 포스터라이트(Mg-내성분: Mg2SiO4)와 파이아라이트(Fe-내성분: Fe2SiO4) 사이에서 다양하지만 감람석의 비율은 일반적으로 정의되지 않는다. 구성이 복잡해짐에 따라 지질학적 표기법이 화학적 표기법보다 훨씬 다루기 쉽다.

## 명칭
IUPAC의 고용체 정의는 "성분들이 호환되고 고유한 상을 형성하는 고체"이다.
참고 문헌에 제시된 "두 번째 성분을 포함하는 결정으로, 호스트 결정의 격자에 들어가 분포하는 것"이라는 정의는 일반적이지 않으므로 권장되지 않는다.
이 표현은 편의상 용매라고 불리는 하나 이상의 물질이 용질이라고 불리는 다른 물질과 다르게 취급되는 경우 두 가지 이상의 물질을 포함하는 고체 상을 설명하는 데 사용해야 한다.
하나 이상의 구성 요소가 거대 분자일 수 있다. 다른 구성 요소 중 일부는 가소제, 즉 중합체의 비정질 상이 유리 상태와 고무 상태 사이에서 변환되는 유리 전이 온도를 낮추는 분자 분산 물질로 작용할 수 있다.
제약 제제에서 고용체의 개념은 종종 약물과 중합체의 혼합물에 적용된다.
중합체의 용매(가소제) 역할을 하는 약물 분자의 수는 적다.

## 상평형 그림

상대 농도의 전 범위에 걸쳐 고용체를 나타내는 이진 상평형 그림

상평형 그림에서 고용체는 조성 및 온도/압력 범위를 나타내는 영역으로 표시되며, 종종 구조 유형이 레이블로 붙어 있다. 최종 성분이 등구조적이 아닌 경우 부모에 의해 결정되는 다른 구조를 가진 두 개의 고용체 범위가 존재할 가능성이 높다. 이 경우 범위가 겹칠 수 있으며 이 영역의 재료는 어느 구조를 가질 수 있으며, 또는 이 조성을 가진 재료를 생성하려는 시도가 혼합물을 초래함을 나타내는 고체 상태의 혼합성 간격이 있을 수 있다. 고용체로 덮이지 않는 상평형 그림의 영역에는 선상 상이 있을 수 있다. 이들은 알려진 결정 구조와 설정된 화학양론을 가진 화합물이다. 결정 상이 두 개의 (비전하) 유기 분자로 구성된 경우 선상 상은 일반적으로 공결정으로 알려져 있다. 금속공학에서 설정된 조성을 가진 합금은 금속간화합물로 불린다. 고용체는 관련된 두 원소(일반적으로 금속)가 주기율표에서 서로 가까울 때 존재할 가능성이 높으며, 금속간화합물은 관련된 두 금속이 주기율표에서 서로 가깝지 않을 때 일반적으로 발생한다.

## 상세 내용
용질은 결정 격자의 용매 입자를 대체하여 치환적으로 또는 용매 입자 사이의 공간에 끼워 격자간으로 용매 결정 격자에 포함될 수 있다. 이러한 두 가지 유형의 고용체는 결정 격자를 왜곡하고 용매 재료의 물리적 및 전기적 균일성을 방해하여 재료의 특성에 영향을 미친다. 용질 원자의 원자 반지름이 용매 원자의 원자 반지름보다 클 때 결정 구조(단위 격자)는 종종 이를 수용하기 위해 확장된다. 이는 고용체 상태의 재료 조성은 단위 격자 부피로부터 계산될 수 있으며, 이는 베가드 법칙으로 알려진 관계이다.
일부 혼합물은 넓은 농도 범위에서 고용체를 쉽게 형성하는 반면, 다른 혼합물은 고용체를 전혀 형성하지 않는다. 어떤 두 물질이 고용체를 형성하는 경향은 해당 물질의 화학, 결정학, 양자역학적 특성을 포함하는 복잡한 문제이다. 흄-로더리 규칙에 따라 치환형 고용체는 용질과 용매가 다음 조건을 만족하면 형성될 수 있다.
- 유사한 원자 반지름 (15% 이하 차이)
- 같은 결정 구조
- 유사한 전기 음성도
- 유사한 원자가

고용체는 다른 것들과 혼합되어 새로운 용액을 형성한다.
위 그림의 상평형 그림은 두 성분의 상대적 농도의 전 범위에서 고용체를 형성하는 두 금속의 합금을 나타낸다. 이 경우 각 원소의 순수한 상은 같은 결정 구조를 가지며, 두 원소의 유사한 특성으로 인해 상대적 농도의 전 범위에서 편향되지 않은 치환이 가능하다. 세 개 이상의 구성 요소가 있는 복잡한 시스템에서 의사 이진 시스템의 고용체는 서로 다른 평형 화학 조건에 해당하는 하나 이상의 고용체선 곡선이 그려진 더 복잡한 상평형 그림의 표현이 필요할 수 있다.
고용체는 중요한 상업 및 산업 응용 분야를 가지는데, 이러한 혼합물은 순수한 재료보다 우수한 특성을 가지는 경우가 많기 때문이다. 많은 금속 합금은 고용체이다. 소량의 용질도 용매의 전기적 및 물리적 특성에 영향을 미칠 수 있다.

두 고용체 와 를 보여주는 이진 상평형 그림

위 그림의 이진 상평형 그림은 두 물질의 혼합물의 다양한 농도에서의 상을 나타낸다. {\displaystyle A}와 {\displaystyle B}. "{\displaystyle \alpha }"로 표시된 영역은 고용체이며, {\displaystyle B}가 {\displaystyle A}의 기지에서 용질 역할을 한다. 농도 스케일의 다른 쪽 끝에서 "{\displaystyle \beta }"로 표시된 영역도 고용체이며, {\displaystyle A}가 {\displaystyle B}의 기지에서 용질 역할을 한다. {\displaystyle \alpha }와 {\displaystyle \beta } 고용체 사이의 큰 고체 영역은 "{\displaystyle \alpha } + {\displaystyle \beta }"로 표시되어 있으며, 고용체가 아니다. 대신 이 범위의 혼합물의 미세구조를 조사하면 두 상, 즉 {\displaystyle A}의 {\displaystyle B} 고용체와 {\displaystyle B}의 {\displaystyle A} 고용체가 분리된 상, 아마도 층상 또는 결정립을 형성하는 것을 알 수 있다.

## 응용
상평형 그림에서 세 가지 다른 농도에서 재료는 녹는점까지 가열될 때까지 고체 상태를 유지하고, 그 후 (융해열을 추가한 후) 동일한 온도에서 액체 상태가 된다.
- 합금이 없는 왼쪽 끝
- 합금이 없는 오른쪽 끝
- 중앙의 딥(공정 조성).

다른 비율에서는 재료가 완전히 녹을 때까지 질척거리거나 반죽 상태로 들어간다.
그림의 딥 포인트에서의 혼합물은 공정 합금이라고 불린다. 이 포인트(37/63 혼합물)에서 제조된 납-주석 혼합물은 전자 부품을 납땜할 때 유용하며, 특히 수동으로 납땜할 경우 납땜이 식을 때 고체상이 빠르게 형성되기 때문에 유용하다. 반면에 자동차 차체의 이음새를 납땜할 때 납-주석 혼합물을 사용하면 반죽 상태로 나무 주걱이나 도구를 사용하여 모양을 만들 수 있었기 때문에 70-30의 납-주석 비율이 사용되었다(납은 독성도와 결과적으로 납을 포함하는 장치 및 부품의 재활용의 어려움 때문에 이러한 응용 분야에서 제거되고 있다).

## 용해 배출
고용체가 예를 들어 낮은 온도로 인해 불안정해지면 용해 배출이 발생하고 두 상은 뚜렷한 미시적에서 거시적 층상으로 분리된다. 이는 주로 양이온 크기의 차이로 인해 발생한다. 반지름 차이가 큰 양이온은 쉽게 치환되지 않는다.
알칼리 장석 광물은 예를 들어 조장석, NaAlSi3O8와 마이크로클린, KAlSi3O8의 내성분을 가지고 있다. 고온에서는 Na+와 K+가 쉽게 서로 치환되어 광물은 고용체를 형성하지만, 저온에서는 조장석은 소량의 K+만 치환할 수 있으며, 마이크로클린에서의 Na+에도 동일하게 적용된다. 이는 용해 배출로 이어져 두 개의 개별 상으로 분리된다. 알칼리 장석 광물의 경우, 일반적으로 핑크색 마이크로클린 사이에 얇은 흰색 조장석 층이 번갈아 나타나며, 퍼타이트 조직이 생성된다.

## 같이 보기
- 고용체 경화

## 참고 문헌
- Chen, Jing; Xu, Zhi-qin; Chen, Z-Z.; Li, T-F.; Chen, F-Y. (December 2005). 《Pargasite and ilmenite exsolution texture in clinopyroxene from the Hujialing Garnet-Pyroxenite, Su-lu U.H.P. Terrane, Central China: A geodynamic Implication》 (PDF). 《European Journal of Mineralogy》 17. 895–903쪽. Bibcode:2005EJMin..17..895C. doi:10.1127/0935-1221/2005/0017-0895. 2006년 5월 9일에 원본 문서 (PDF)에서 보존된 문서.
- Petersen, U. “Introduction to Ore Microscopy II; Mineral Paragenesis” (PDF). 2006년 4월 11일에 원본 문서 (PDF)에서 보존된 문서.